# 351
Римська імперія розділена на Східну Римську імперію, де править Констанцій II, і Західну Римську імперію, де владу захопив Магненцій. У Китаї правління династії Цзінь. В Індії починається період імперії Гуптів. У Японії триває період Ямато. У Персії править династія Сассанідів.
На території лісостепової України Черняхівська культура. У Північному Причорномор'ї готи й сармати. Історики VI століття згадують плем'я антів, що мешкало на території сучасної України приблизно з IV сторіччя.

## Події
- Констанцій II надає титулу цезаря Констанцію Галлу і доручає йому опікуватися справами Східної частини імперії, а сам очолює похід проти узурпатора Магненція.
- У Палестині вибухнуло єврейське повстання проти Констанція Галла.
- 28 вересня Констанцій II завдає поразки Магненцію в долині Драви.
- Магненцій утікає в Аквілею й укріпляє гірські перевали в Альпах.
- Патріархом Константинополя знову стає Македоній, засновник македонізму.